# دارو (شهر)
دارو یکی از شهرهای استان غربی، واقع در کشور پاپوآ گینه نو است.